# Brachiacantha ursina
Espèce
Synonymes
- Coccinella ursina Fabricius, 1787

Brachiacantha ursina est une espèce de coléoptères de la famille des Coccinellidae, commune de la Caroline du Sud jusqu'au Sud-Est du Canada. Elle vit dans les champs, les prés et les prairies.

## Systématique
L'espèce Brachiacantha ursina a été initialement décrite en 1787 par Johan Christian Fabricius sous le protonyme de Coccinella ursina.

## Répartition
Brachiacantha ursina se rencontre en Amérique du Nord (de Terre-Neuve à la Saskatchewan et de la Caroline du Sud jusqu'à l’Arkansas). Une population fut localisée en Louisiane.

## Description
Cette espèce mal connue peut atteindre de 3 à 4 mm de long et 2,8 mm de large.
Sa livrée est noire, aux élytres ornés de dix taches, dont la couleur varie du jaune orange à orange vermillon. Son corps est plus allongé que les autres espèces du genre.  Sa tête est noirâtre, le front largement maculé de beige, en forme de pointe de flèche. Ses yeux sont gris bleuté. Son pronotum conique est noir, les flancs maculés beiges, une tache formant un quart de cercle près de la tête. Ses élytres fermés forment un dôme arrondi, luisant. Chaque élytre est orné de cinq taches rondes variables. Certaines taches peuvent parfois converger.

## Alimentation
Sa larve vit dans le sol pour s'y nourrir de racines. Une fois adulte, elle s’alimente de pucerons et de cochenilles. Certains auteurs suggèrent qu’il pourrait se nourrir d'asclépiades.

## Galerie

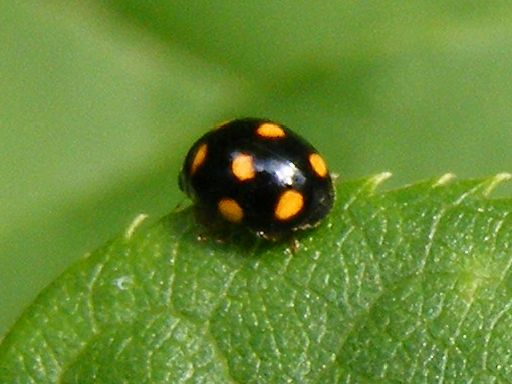
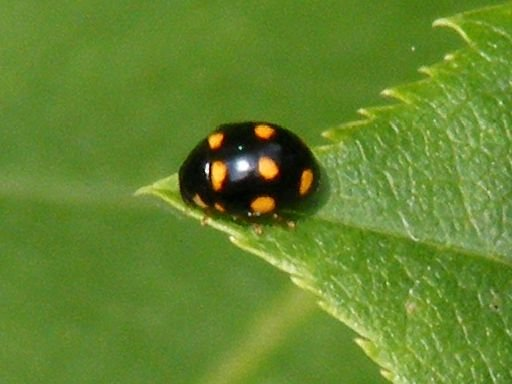
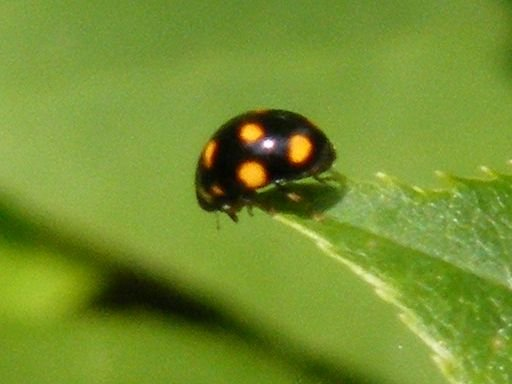